# Apa (bán)
Apa (vagy Appa) a 12. században, 1158 és 1162 között, II. Géza király idejében volt Horvátország bánja, de korábban Bodrog vármegye főispáni címét, és az országbírói címet is viselte.
Egy Apa nevű főúr már 1108-ban szerepel abban az oklevélben, melyben Kálmán király megerősíti a trauiak kiváltságait. Valószínűleg az ő fia tűnik fel ismét 1148-ban II. Géza kiváltságlevelében Apa néven a főurak között. 1150-ben comesként az „apud regem gratiosissimus" megjelöléssel, mint a király kedves emberét  találjuk. 1152-ben „comes”, 1156-ban pedig Borog vármegye főispánja. Apa 1157 után került előtérbe, miután Belos bán István herceg pártjára állt, aki merényletet kísérelt meg II. Géza ellen, így Belosnak menekülnie kellett. 1158-ben II. Géza oklevele, melyben a nyitrai egyházat bizonyos jogokkal és birtokokkal ajándékozta meg Apa „curialis comes maior” ranggal, vagyis országbíróként szerepelt. Még abban az évben átvette a horvát báni címet is, mely méltóságot valószínűleg Géza haláláig, 1162-ig viselte. Nem tudni, hogy ezt meddig töltötte be és halálozási ideje sem ismert.
Apa bán Magyarország északkeleti részén birtokolt földeket, főként Ung és Zemplén megyékben. Ő birtokolta Káva községet (ma régészeti lelőhely Budapest területén), ahol bencés apátságot is épített.

## Családja
Általában Apa testvérének tartják Lukács esztergomi érseket, ugyanis amikor 1161-ben III. Sándor pápa Magyarországra küldi Pietro di Miso bíborost, hogy Lukácsot felszentelje, a pápai dekrétum megemlíti az érsek Alban nevű testvérét, akit többen Apával azonosítanak.
A korabeli forrásokban szerepel Apa unokája Szobeszló fia Péter comes, aki 1244-ben az Ung vármegyei Reviscse falut lányának, Katalinnak, a Kaplon nembeli Nagymihályi Jákó feleségének adja örökségül. Péter comes másik lánya Petronella volt, aki Fülöpnek, Pilis vármegye főispánjának volt a felesége. Őt 1258 december 10-én kelt végrendeletéből ismerjük, amikor az apai örökségből rá szállt kávai monostor kegyúri jogát nővére fiaira hagyta. Péter comesnek egy Gotthard nevű fivére is volt.

## Fordítás
Ez a szócikk részben vagy egészben  az   Apa of Slavonia című angol Wikipédia-szócikk ezen változatának fordításán alapul.  Az eredeti cikk szerkesztőit annak laptörténete sorolja fel. Ez a jelzés csupán a megfogalmazás eredetét és a szerzői jogokat jelzi, nem szolgál a cikkben szereplő információk forrásmegjelöléseként.